# Dossor
Dossor (ryska: Доссор) är en ort i Kazakstan.   Den ligger i oblystet Atyrau, i den västra delen av landet, 1 400 km väster om huvudstaden Astana. Antalet invånare är 9 526.
Terrängen runt Dossor är mycket platt. Runt Dossor är det mycket glesbefolkat, med 2 invånare per kvadratkilometer. Trakten runt Dossor består i huvudsak av gräsmarker.